# (29250) Helmutmoritz
(29250) Helmutmoritz – planetoida z pasa głównego asteroid okrążająca Słońce w ciągu 4 lat i 223 dni w średniej odległości 2,77 j.a. Została odkryta 24 września 1992 roku w Karl Schwarzschild Observatory w Tautenburgu przez Lutza Schmadela i Freimuta Börngena. Nazwa planetoidy pochodzi od Helmuta Moritza (ur. 1933), wybitnego austriackiego profesora geodezji. Przed nadaniem nazwy planetoida nosiła oznaczenie tymczasowe (29250) 1992 SO17.